# 天道盟天龍會
天道盟天龍會，是臺灣三大犯罪組織之一的天道盟旗下的分會。

## 簡介
天龍會，在桃園地區的中壢、平鎮一帶為主要活動範圍 ，約在2000年（民國90年代初）左右由原混跡桃園中壢地區角頭的青少年組成 ，以圍事中小型酒店、舞廳為主要經濟來源《資料來源：自由時報 桃園地方新聞版 標題：天道盟天龍會大張旗鼓招募新血》。2006年10月，因該會中壢成員參與涉及一起「清大生組頭命案」被警方查獲逮捕。2008年1月，天龍會幹部成員結合新竹縣新埔鎮代會主席，涉暴力討債被逮補。
天龍會2013年已由該會元老勇哥(天龍勇)接任目前該會已漸轉型企業化合法經營管理，旗下十個分會也各有其事業發展，於新北桃園新竹都可見其事業經營版圖。

## 主要幹部
創會長:孔德倫(控肉)已逝
現任會長:黃紹瑋「天龍瑋」
總召:東立
副會長:

## 分會
- 南崁分會分會長：
- 大溪分會分會長
- 八德分會分會長：
- 平鎮分會分會長：
- 中壢分會分會長：阿翔
  - 中壢分會組長：小阿翔
- 大園分會分會長：
- 桃園分會分會長：
  - 桃園分會組長：
- 新竹分會分會長：
- 三峽分會分會長：
- 雙和分會分會長：
  - 雙和分會汐止組組長：紹宇